# فريد زولاند
فريد زولاند (الولادة 1951 في كابل) موسيقار من افغانستان.
سافر فريد زولاند إلى طهران عاصمة إيران في سن المراهقة لدراسة الموسيقى وبعد فترة أصبح من أشهر الملحنين في موسيقى البوب الفارسية.
تعاونَ فريد زولاند مع أشهر المطربين البوب في بلاد فارس مثل هايده، كوكوش، داريوش، ستار ومعين.
هاجر فريد زولاند إيران بعد الثورة الاسلامية متجهاً إلى أمريكا وهو يعيش الآن في كاليفورنيا.

## الأغاني الشهيرة
من الأغاني الشهيرة لزولاند:
- شانه هايت (اَكتافَكْ)
- شقايق (خشخاش)
- كُفر (الكفر)
- پريچهر (الملائكة)

## وصلات خارجية
- فريد زولاند على موقع IMDb (الإنجليزية)
- فريد زولاند على موقع ميوزك برينز (الإنجليزية)
- فريد زولاند على موقع أول ميوزيك (الإنجليزية)
- فريد زولاند على موقع ديسكوغز (الإنجليزية)

- «عمو نوروز» لزولاند (الفيديو)
- مقابلة مع فريد زولاند (راديو زمانه) (بالفارسية)
- شانه‌هايت (اَكتافَكْ) لزولاند (الفيديو)